# Searsia angolensis
Searsia angolensis är en sumakväxtart som först beskrevs av Adolf Engler, och fick sitt nu gällande namn av Moffett. Searsia angolensis ingår i släktet Searsia och familjen sumakväxter. Utöver nominatformen finns också underarten S. a. glabrescens.